# National Geographic América Latina
National Geographic (anteriormente conhecido como National Geographic Channel e abreviado como Nat Geo) é um canal de televisão por assinatura latino-americano de origem estadunidense, o qual está focado na emissão de documentários sobre a exploração científica, história, natureza, cultura, entre outros, dublados para o espanhol. Foi lançado o 1 de novembro de 2000 é propriedade de National Geographic Partners, The Walt Disney Company e é operado por Disney Channels Worldwide, filial de Walt Disney Direct-to-Consumer & International.
Em janeiro de 2018, a Fox confirmou que National Geographic estreará um novo bloco de programação dentro do canal chamado #NGPWR! a partir de 5 de fevereiro.

## Programação original
- A ciência do absurdo: Conduzido por Marley (Para Argentina e Costa Rica) e Alfonso Herrera (México, Colômbia e outros países da América Latina).
- Jogos mentais: Conduzido por Jason Silva.
- Império Selvagem (Savage Kingdom), estreado em 2019.
- Repto Impossível estreado em 2019.
- Gordon Ramsay: Sabores Extremos, Conduzido por Gordon Ramsay, Estreado em 2019.

## Logotipos

Logotipo utilizado desde 2004 até 2016.
Logotipo utilizado desde 2016.